# I Liceum Ogólnokształcące im. Organizacji Narodów Zjednoczonych w Biłgoraju

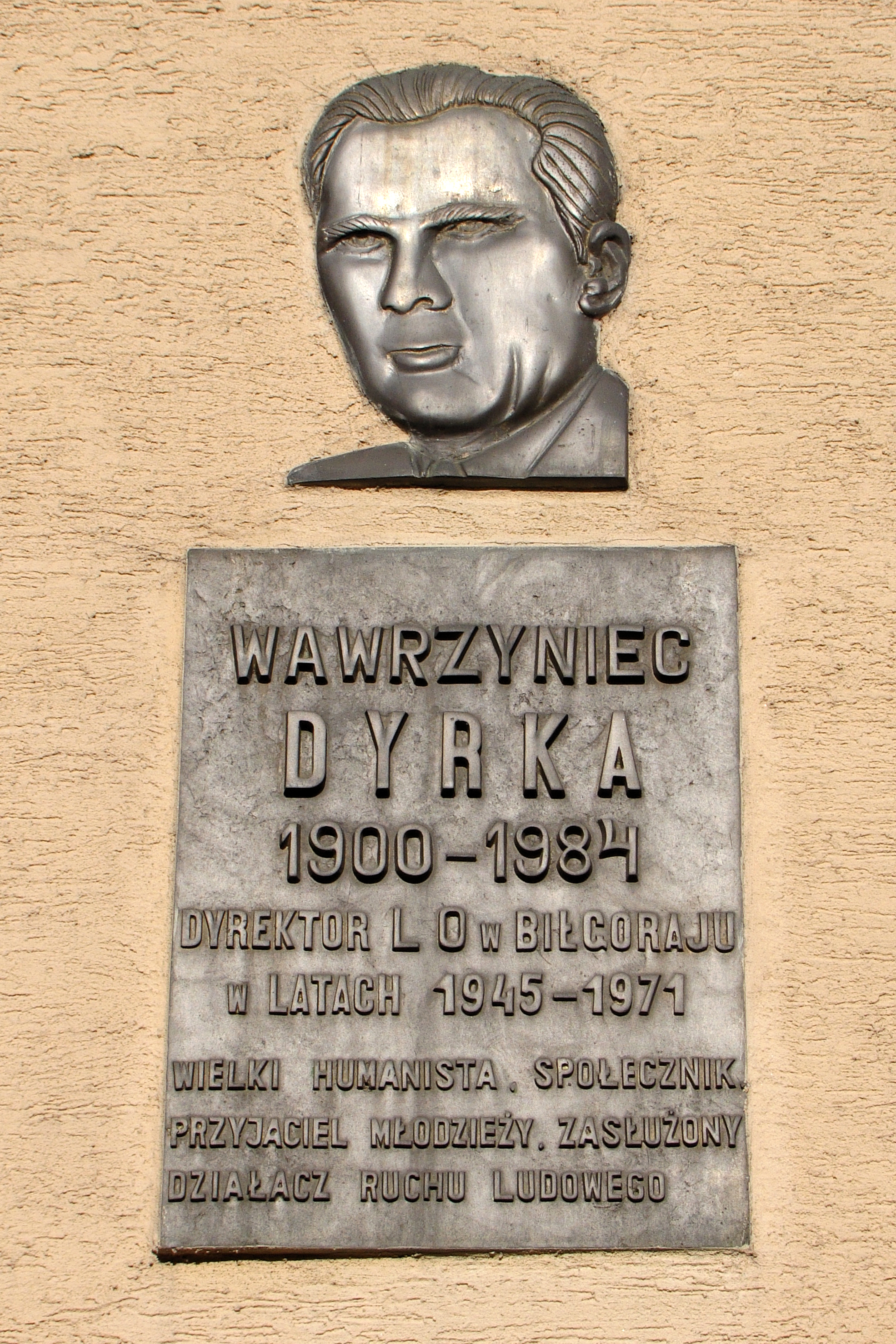
Tablica pamiątkowa ku czci Wawrzyńca Dyrki, dyrektora szkoły w latach 1945–1971.

I Liceum Ogólnokształcące im. Organizacji Narodów Zjednoczonych w Biłgoraju – szkoła ponadgimnazjalna o profilu ogólnokształcącym, będąca najstarszą z funkcjonujących szkół średnich na terenie powiatu biłgorajskiego.
Placówka znajduje się w centrum miasta, w granicach dzielnicy Śródmieście; przez teren szkoły przebiega ulica 3 Maja. Zarząd nad szkołą pełni starostwo powiatowe w Biłgoraju.
Sztandar szkoły pochodzi z 1947 i jest na nim wyszyta ówczesna nazwa placówki – Państwowe Gimnazjum i Liceum w Biłgoraju. Ponadto szkoła przechowuje sztandar biłgorajskiego koła Światowego Związku Żołnierzy Armii Krajowej.
Graficznym symbolem szkoły jest emblemat nawiązujący do flagi ONZ. Przedstawia on niebieską mapę kontynentów na tle siatki kartograficznej, otoczoną wieńcem ze stylizowanych gałązek oliwnych oraz napisem I LO im. ONZ w Biłgoraju.

## Historia
Szkoła została zorganizowana w drugiej połowie lat 30. XX w. dzięki prywatnej inicjatywie obywatelskiej o nazwie Towarzystwo Szkoły Średniej w Biłgoraju. Placówka rozpoczęła pracę 1 września 1937 pod nazwą Prywatne Gimnazjum i Liceum Ogólnokształcące Towarzystwa Szkoły Średniej w Biłgoraju. Przez pierwsze dwa lata zajęcia odbywały się w budynkach wynajętych od władz miasta.
Z dniem 1 września 1939 planowano rozpocząć zajęcia w nowo wybudowanym budynku szkolnym. Sytuację zmienił wybuch II wojny światowej. Przez cały okres okupacji niemieckiej nauczyciele i uczniowie – z powodu narzuconego przez władze hitlerowskie zakazu edukacji Polaków na poziomie szkół średnich – brali udział w zajęciach w systemie tajnego nauczania.
Po zakończeniu okupacji niemieckiej szkoła niezwłocznie wznowiła pracę. W 1946 została upaństwowiona i przyjęła nazwę Gimnazjum i Liceum Ogólnokształcące w Biłgoraju. Kolejne zmiany organizacyjne placówki miały miejsce dwa lata później, kiedy to zaczęła funkcjonować jako Liceum Ogólnokształcące w Biłgoraju.
Od 1944 zajęcia odbywały się w przedwojennym gmachu Szkoły Powszechnej Nr 1 i Nr 2. W 1977 budynek ten zamknięto i przeznaczono do remontu; lekcje tymczasowo przeniesiono do obiektów Szkoły Podstawowej Nr 3. Wówczas też wybudowano nowy, obecny gmach liceum, który został połączony ze wspomnianym, starym budynkiem przedwojennym. W 1979 rozpoczęto zajęcia w nowo wybudowanym budynku, a wyremontowane obiekty przedwojenne przekazano Szkole Podstawowej Nr 2.
W latach 1986–1991 dokonano rozbudowy gmachu liceum, powiększając go m.in. o szereg sal lekcyjnych oraz halę sportową. 8 maja 1986 decyzją władz wojewódzkich szkoła otrzymała imię Organizacji Narodów Zjednoczonych. Telegram z życzeniami do placówki przesłał ówczesny Sekretarz Generalny ONZ.
W roku 2001 w związku z reformą systemu oświaty przy liceum utworzono placówkę gimnazjalną, noszącą nazwę Powiatowe Gimnazjum Nr 2. Obie szkoły funkcjonowały jako Zespół Szkół Ogólnokształcących w Biłgoraju. W 2019 w wyniku kolejnej reformy systemu oświatowego wchodzące w skład placówki gimnazjum przestało istnieć.

## Rankingi
Ogólnopolski ranking szkół średnich miesięcznika Perspektywy w 2007 umieścił szkołę na 89. lokacie w kraju, a w 2009 na 75. W analogicznym rankingu na 2017 szkoła otrzymała znak jakości brązowa tarcza

## Baza dydaktyczna
Trzykondygnacyjny gmach szkoły, wybudowany w latach 1977–1979, rozbudowany w latach 1986–1991, złożony jest z trzech bloków. Znajdują się w nich sale lekcyjne, stołówka, biblioteka z czytelniami, pracownie informatyczne, pomieszczenia administracyjne, strzelnica. Placówka dysponuje halą sportowa z szeregiem obiektów pomocniczych. Obok szkoły znajduje się też zespół boisk sportowych. Uczniowie mają do dyspozycji internat.
Obiekty szkolne znajdują się na miejscu nieistniejącego już cmentarza żydowskiego (tzw. nowego), który w okresie okupacji niemieckiej w czasie II wojny światowej został zniszczony przez hitlerowców. Fakt ten w przeszłości kilkakrotnie budził żywe zainteresowanie medialne.
W holu głównym szkoły zawieszony jest obraz Mikołaj Kopernik autorstwa Stefana Knappa.

## Absolwenci
W I LO im. ONZ uczyli się m.in. Karolina Gorczyca, Janusz Palikot (ukończył naukę w L LO im. Ruy Barbosy w Warszawie), Stefan Szmidt i Genowefa Tokarska.